# Malaxis johniana
Malaxis johniana är en orkidéart som först beskrevs av Rudolf Schlechter, och fick sitt nu gällande namn av Ernesto Foldats. Malaxis johniana ingår i släktet knottblomstersläktet, och familjen orkidéer. Inga underarter finns listade i Catalogue of Life.